# Acıdere
Acıdere (türkisch für Bitterbach) ist ein Dorf im Landkreis Sarayköy der türkischen Provinz Denizli. Acıdere liegt etwa 33 km nordwestlich der Provinzhauptstadt Denizli und 14 km südwestlich von Sarayköy. Acıdere hatte laut der letzten Volkszählung 76 Einwohner (Stand Ende Dezember 2010).